# Fuera de sektor
Fuera de sektor es el tercer álbum de estudio de la banda argentina de punk rock Los Violadores, publicado en 1986 por Umbral Discos.

## Detalles
El álbum muestra un giro marcado hacia un sonido post-punk, bastante influenciado por grupos de la época como The Cure y U2, aunque todavía conservando la dureza característica de la banda.
Este sería el último disco de Los Violadores para el sello Umbral, que entraría en quiebra poco después.
Fue reeditado en CD en los años 90s por Radio Trípoli, al igual que el resto del catálogo del grupo en Umbral. Fue reeditado en vinilo por Pinhead Records en dos ediciones limitadas (en color verde y rosa) en 2022.

## Lista de canciones
Lado A
1. "Fuera de sektor"(Stuka)
2. "Noticias en la noche" (Stuka- Fabián Quintiero)
3. "Tiempos de acción" (Stuka)
4. "Más allá del bien y del mal (Western p/R. Reagan)" (Stuka- Pil)
5. "El último hombre" (Stuka- Pil)

Lado B
1. "Zona roja" (Stuka)
2. "Beat africano" (Stuka)
3. "Sentimiento fatal" (Stuka)
4. "La era del Corregidor" (Stuka- Pil - Michel Peyronel)

## Créditos
- Pil Trafa - voz
- Stuka - guitarra, voz
- Robert "Polaco" Zelazek - bajo
- Sergio Gramática - batería

Músicos adicionales
- Fabián "Kyoto" Quintieros, Sergio Mariani - teclados
- Constan Fernández - tambores
- Trixy, "Hot Dog" Di Silvestro - coros